# اوقور یوجل
اوقور یوجل (ترکی استانبولی: Uğur Yücel؛ زادهٔ ۲۶ مه ۱۹۵۷) هنرپیشه، کارگردان فیلم، فیلم‌نامه‌نویس، تهیه‌کننده فیلم، و بازیگر سینما اهل ترکیه است.
از فیلم‌ها یا برنامه‌های تلویزیونی که وی در آن نقش داشته‌است می‌توان به نیویورک، دوستت دارم، راهزنی اشاره کرد.